# Südstadt (Halle)

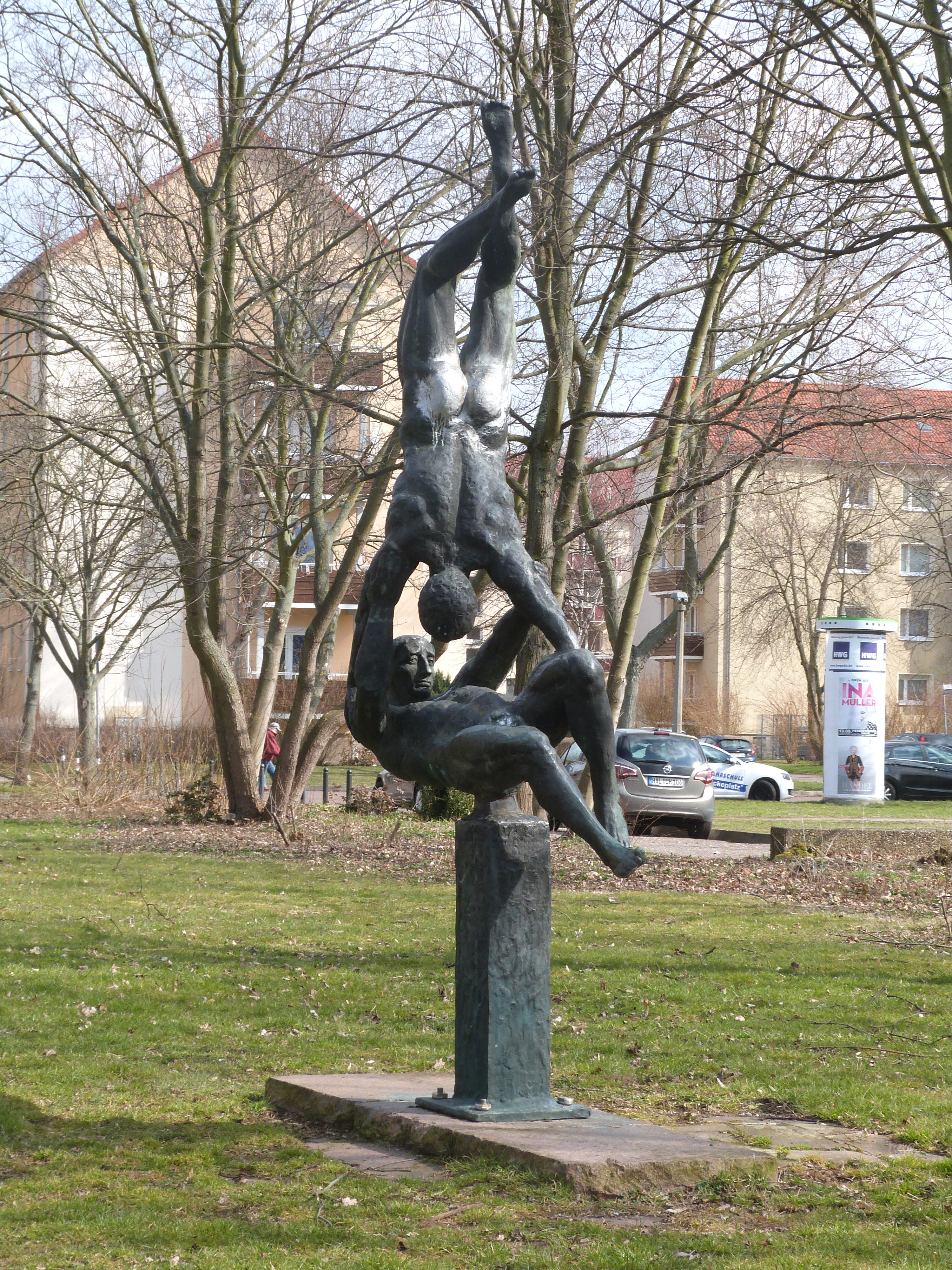
Im Südstadtpark

Südstadt ist ein Stadtviertel des Stadtteils Halle im Stadtbezirk Süd der Stadt Halle (Saale) in Sachsen-Anhalt, Deutschland.

## Lage
Das Stadtviertel, das eine Fläche von 2,35 km² einnimmt, erstreckt sich von der südlichen Straßenseite der Vogelweide im Osten und vom westlichen Teil der Diesterwegstraße bis zu den Eisenbahnanlagen im Süden.
Es umfasst exakt das Stadtgebiet zwischen den Straßen Böllberger Weg, Mailänder Höhe, Südstadtring, Veszpremer Straße, Jamboler Straße, Im Langen Feld, Elsa-Brändström-Straße, Vogelweide, Paul-Suhr-Straße, Korbethaer Weg, Radeweller Weg, Straße der Befreiung und Diesterwegstraße.

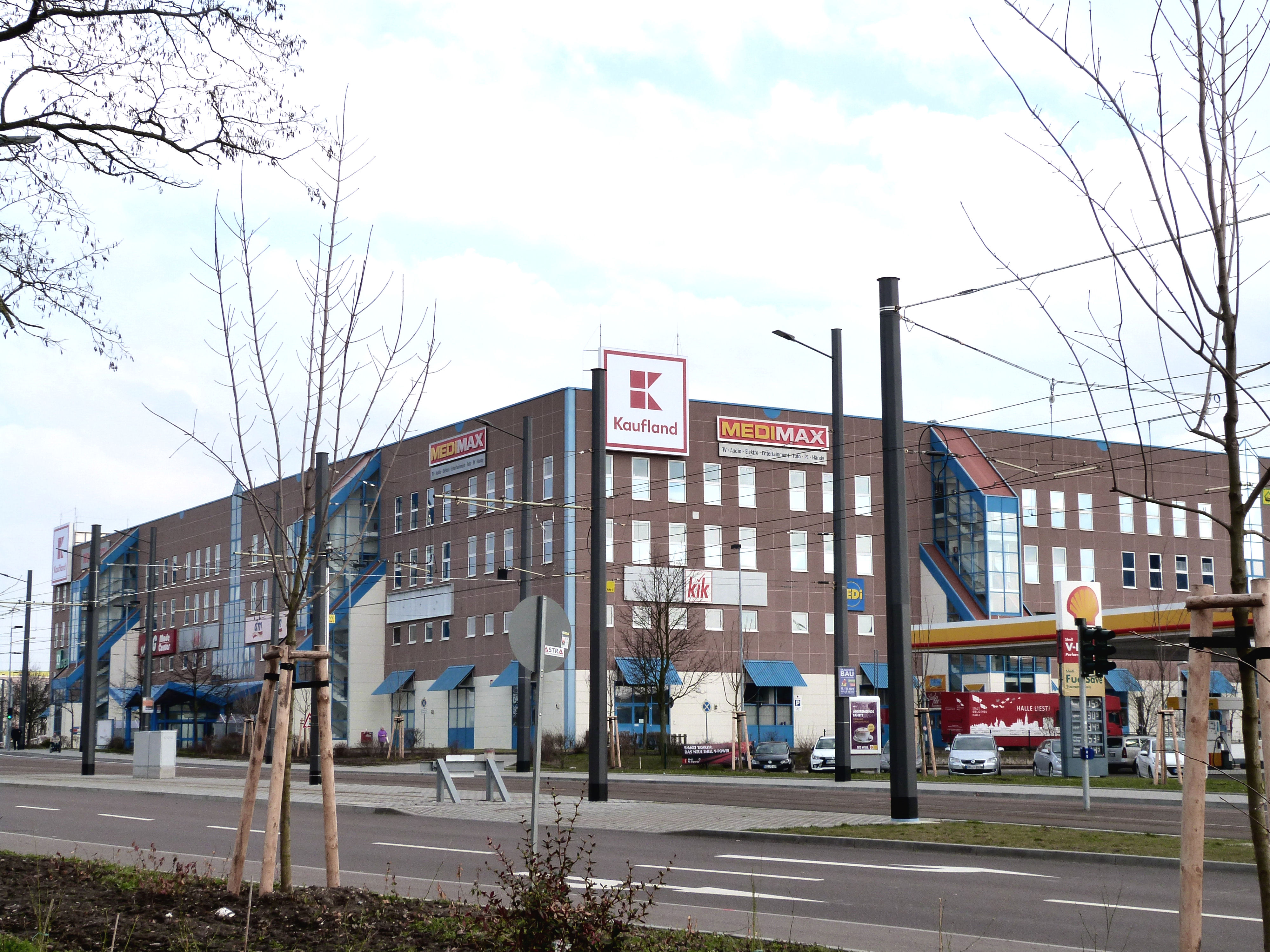
Kaufland Center am Südstadtring

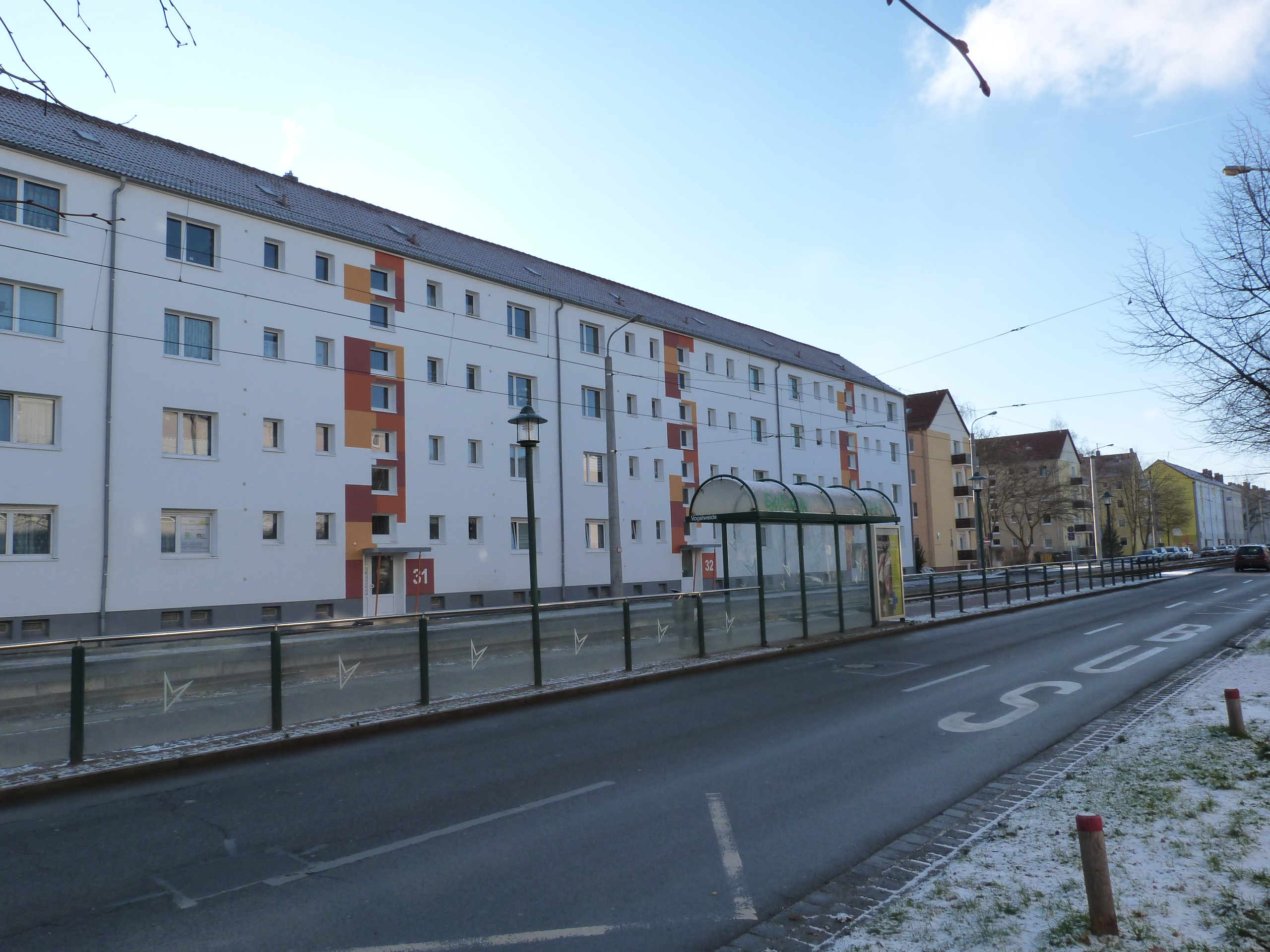
Wohnblocks an der Vogelweide

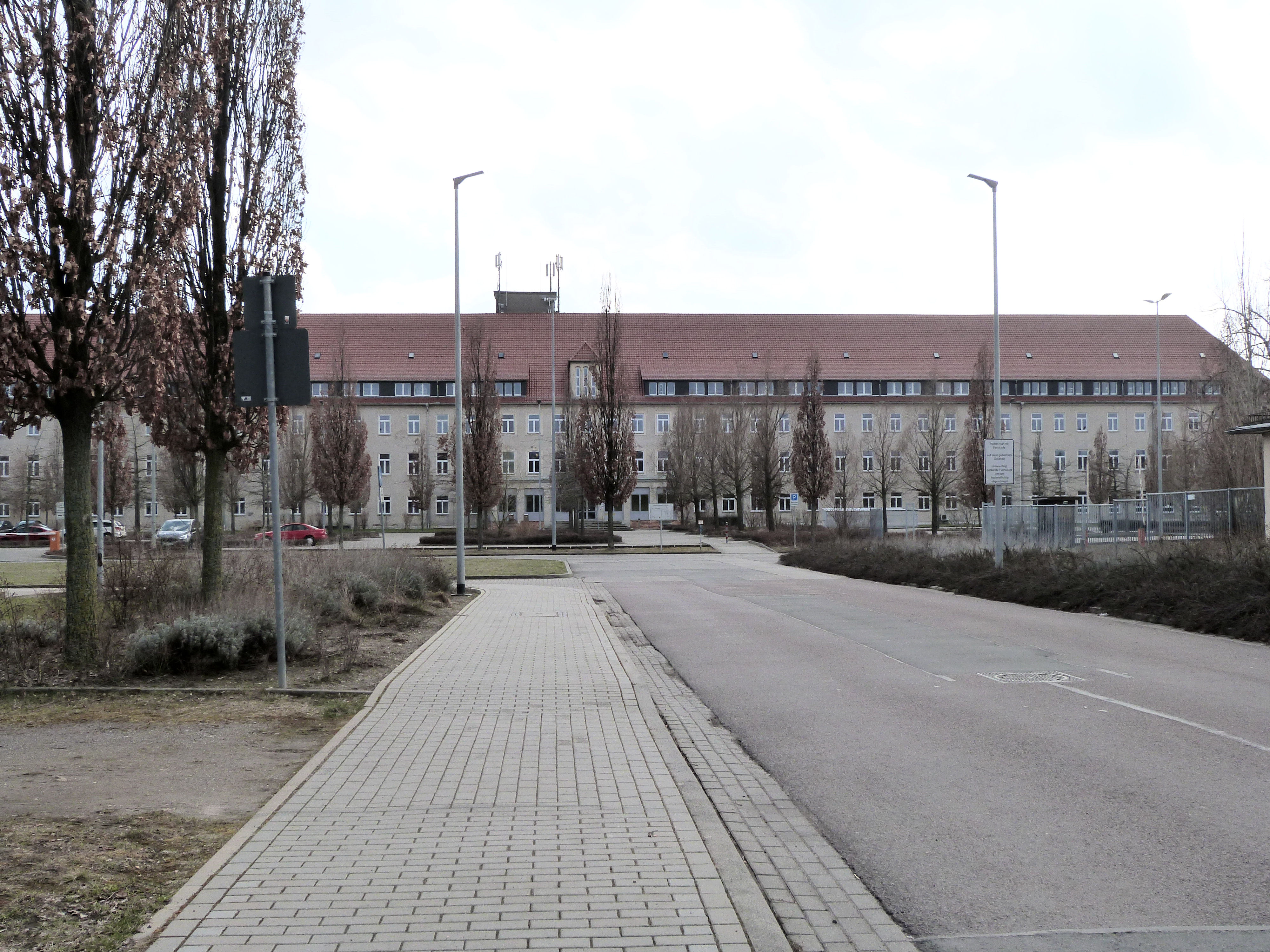
Fliederwegkaserne

## Infrastruktur
Das Stadtviertel unterteilt sich in drei Bereiche, ausgehend von den unterschiedlichen Zeitpunkten seiner Bebauung.
Die Südstadt 1 mit den Flächen um die Vogelweide (südliche Straßenseite), Elsa-Brändström-Straße (südlicher Teil, westliche Straßenseite) und der Paul-Suhr-Straße zwischen Vogelweide und Murmansker Straße wurde in den späten 1950er und in den 1960er Jahren mit viergeschossigen Wohngebäuden in Ziegel- und Großblockweise mit Satteldächern errichtet. Als erstes Hochhaus von Halle gilt das 1963 erbaute neunstöckige Wohnhaus Vogelweide 76.
Die ebenfalls zur Südstadt 1 zählende 1938 als „Feuerwerkerschule der Luftwaffe“ erbaute und heute sanierte Fliederweg-Kaserne ist seit 2008 Sitz des Polizeireviers Halle und wird auch von Landesbehörden genutzt. Die Reihenhäuser im naheliegenden Fliederweg stammen ebenfalls aus den 1930er Jahren.
Die Südstadt 2 entstand zu Beginn der 1970er Jahre mit der Bebauung der Fläche südlich der Diesterwegstraße bis zur Wiener Straße, nunmehr mit fünf- bis elfgeschossigen Wohnhäusern in Plattenbauweise. Im Anschluss folgte der 2. Bauabschnitt vom Südstadtring über den Platz der Völkerfreundschaft und entlang der Südpromenade bis zur Paul-Suhr-Straße.
Der 3. Bauabschnitt entstand zwischen der Paul-Suhr-Straße und der Elsa-Brändström-Straße südlich der Murmansker Straße bis zur S-Bahn-Strecke, Haltepunkt Silberhöhe.
Im Bereich der Murmansker Straße befinden sich mehrere Schulen in komplexer Anordnung, unter anderen ein Schulkomplex der katholischen Edith-Stein-Schulstiftung für die Primar- und Sekundarstufe, das Elisabeth-Gymnasium sowie die Landesbildungszentren für Körperbehinderte und für Hörgeschädigte. Insgesamt verfügt das Stadtviertel mit über 15000 Einwohnern über zwei Gymnasien, zwei Sekundarschulen, zwei Grundschulen, vier Förderschulen und eine Gesamtschule.
An der Kreuzung Paul-Suhr-Straße/Südstadtring befindet sich das Kaufland-Center mit zahlreichen Geschäften, Dienstleistungseinrichtungen und einer Zweigstelle der Stadtbibliothek.
Der Südstadtpark südlich des Radeweller Weges ist die Fortsetzung des nördlich gelegenen Pestalozziparks.
Seit 2002 ist die Südstadt ein Fördergebiet im Rahmen des Programms Stadtumbau Ost.